# Torrey Peters

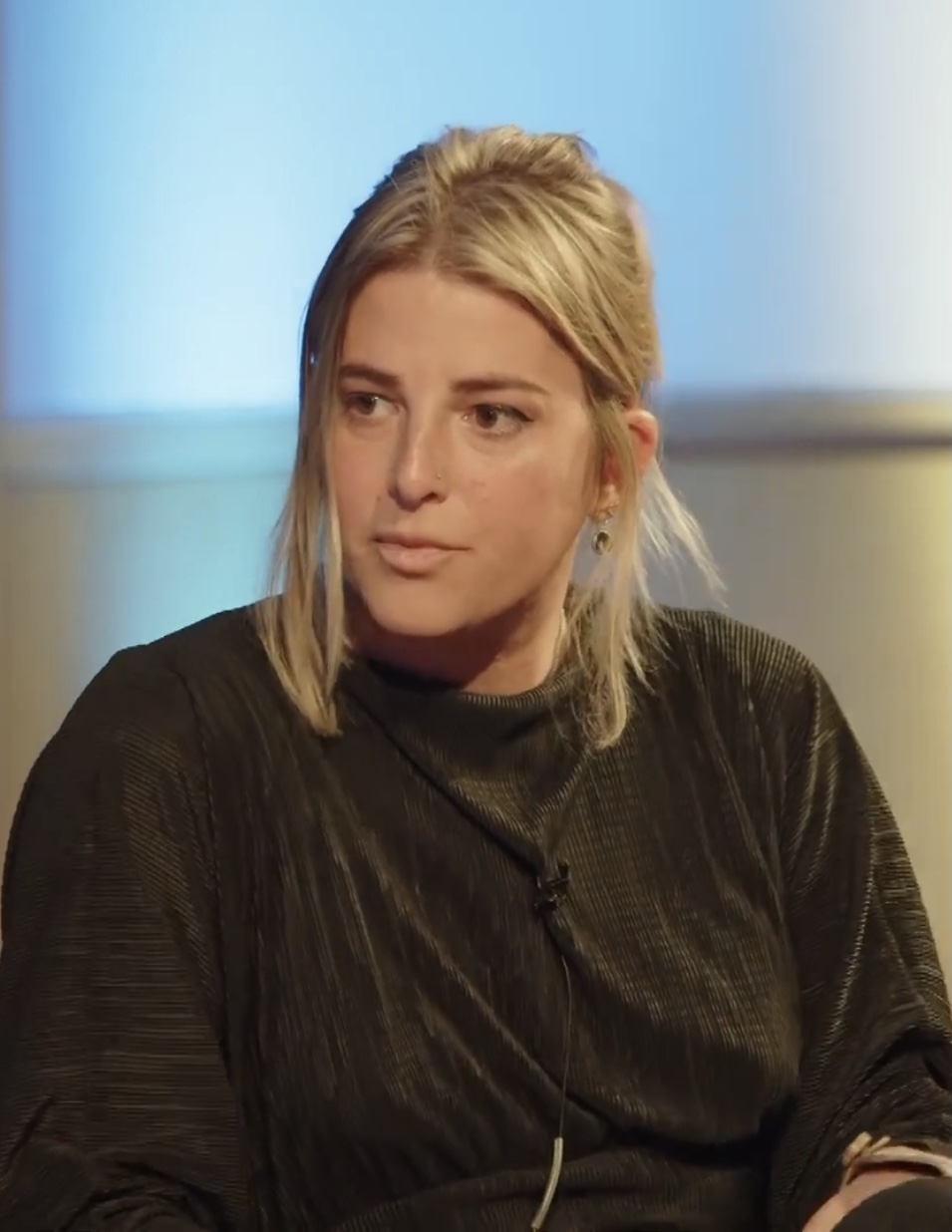
Torrey Peters

Torrey Peters (* Juli 1981 in Evanston, Illinois, USA) ist eine US-amerikanische Autorin. Ihr Debütroman Detransition, Baby aus dem Jahr 2021 wurde für den Women’s Prize for Fiction nominiert und erhielt 2022 den Hemingway Foundation PEN Award.

## Leben
Peters' Vater war Lehrer, ihre Mutter Anwältin. Sie wuchs in Chicago auf und besuchte später das Hampshire College. Sie studierte Kreatives Schreiben an der University of Iowa und schloss mit einem Master of Fine Arts ab. Sie verfügt zudem über einen Master in vergleichender Literaturwissenschaft vom Dartmouth College.
Peters outete sich im Alter von 26 Jahren als trans. Mit 30 Jahren begann sie mit der Einnahme von Hormonen, um ihre körperliche Transition herbeizuführen.

## Werk
Peters verfasste mehrere Novellen, die sie ab 2016 zunächst online bzw. im Selbstverlag veröffentlichte. Peters' Romandebüt, Detransition, Baby, erschien 2021 bei Penguin Random House, wurde ein unmittelbarer Erfolg und erhielt positive Kritik für seine unerschrockene und schonungslose Erkundung der Themen Gender, Elternschaft und Liebe.
Eine Sammlung von vier Novellen erschien 2023 unter dem Titel Infect Your Friends and Loved Ones.
Sie verfasste Rezensionen für einige trans und queere Autoren, darunter Janet Mock, Akwaeke Emezi und Casey Plett.
2025 erschien Peters' zweiter Roman Stag Dance.

### Detransition, Baby
Die Hauptfiguren in Detransition, Baby sind Reese, eine Transfrau, PR-Angestellte und Ex von Amy; Amy, die nach ihrer Detransition als Ames lebt; und Katrina, Ames' chinesisch-jüdischstämmige Chefin, die von Ames schwanger ist. Die deutsche Übersetzung erschien im März 2022.
Detransition, Baby wurde 2021 für den Women’s Prize for Fiction nominiert und war das erste jemals für diesen Preis nominierte Werk einer geouteten Transfrau. Peters' Aufnahme in die Longlist sorgte für eine Kontroverse, da einige Personen sie nicht als Frau ansahen. In einem offenen Brief wurde Peters als „männlich“ bezeichnet, weshalb sie nicht für die Nominierung in Frage käme. Zu den Unterzeichnern gehörten die Schriftstellerin Ophelia Benson und die Umweltaktivistin Rebecca Lush, jedoch wurden auch Namen längst verstorbener Schriftstellerinnen wie Emily Dickinson und Willa Cather verwendet. Andere Autoren, darunter Melinda Salisbury, Joanne Harris und Naoise Dolan – die ebenfalls im selben Jahr nominiert war –, verurteilten den Brief und brachten ihre Unterstützung für Peters zum Ausdruck. Die Organisatoren des Preises veröffentlichten eine Stellungnahme, in der sie den offenen Brief gleichfalls verurteilten und ihre Entscheidung, Peters' Roman zu nominieren, verteidigten.

## Politische Einstellungen
Im Oktober 2024 gehörte Peters zu den Unterzeichnern eines Aufrufs zum Boykott israelischer Kulturinstitutionen, „die an der überwältigenden Unterdrückung der Palästinenser mitschuldig sind oder diese stillschweigend beobachtet haben“.